# Memory Hole 1
Memory Hole 1 è un album realizzato da Kevin Moore, musicista statunitense, ex-membro dei Dream Theater, insieme a Theron Patterson e Daniel Beierstettel. Non è acquistabile nei negozi ma lo si può comprare in formato digitale (MP3) dal sito dei Chroma Key. Contiene vario materiale creato da Kevin per la radio di Peace International in Costa Rica.

## Tracce

### Enduring Freedom part 1
1. It Goes Something Like This
2. Homily
3. The Little Parts We Like
4. When Fear Ends
5. I'd Like To Beat You Up
6. Verily
7. Saying This In A Time Of War
8. Christmas Message

### Enduring Freedom part 2
9. So You Become
10. Mother Of Exiles
11. Black Horse Carousel
12. Preacherman Show
13. Why Is It

### Meet the new boss
14. Our Folks
15. State Of The Union
16. What The Bastards Say
17. The Mark Of The Wizard
18. The Christ Android
19. Think Back